# Suhe livade kod Sinlija
Suhe livade kod Sinlija este o arie protejată (sit de importanță comunitară — SCI) din Croația întinsă pe o suprafață de 1.582,62 ha, integral pe uscat.

## Localizare
Centrul sitului Suhe livade kod Sinlija este situat la coordonatele 45°21′35″N 17°27′13″E / 45.359784°N 17.45359°E.

## Înființare
Situl Suhe livade kod Sinlija a fost declarat sit de importanță comunitară în septembrie 2019 pentru a proteja un număr necunoscut de specii din flora spontană și fauna sălbatică aflate în arealul zonei.

## Biodiversitate
Situată în ecoregiunea continentală, aria protejată conține 1 habitat natural: Pajiști uscate seminaturale și facies de acoperire cu tufișuri pe substraturi calcaroase (Festuco-Brometalia) (* situri importante pentru orhidee).
La baza desemnării sitului se află un număr nedeclarat de specii protejate.